# Kiełczówka
Kiełczówka – wieś w Polsce położona w województwie łódzkim, w powiecie piotrkowskim, w gminie Moszczenica.
Przez miejscowość przebiega droga wojewódzka nr 716.
W latach 1975–1998 miejscowość administracyjnie należała do województwa piotrkowskiego.
W Kiełczówce znajduje się stary dworek (nieudostępniony do zwiedzania) oraz cmentarz z okresu I wojny światowej (przy drodze w kierunku Koluszek).
12 sierpnia 2011 w Kiełczówce doszło do wykolejenia pociągu pasażerskiego relacji Warszawa – Katowice; w katastrofie zginęła 1 osoba, a 81 zostało rannych.

## Zabytki
Według rejestru zabytków Narodowego Instytutu Dziedzictwa na listę zabytków wpisany jest obiekt:
- park dworski, poł. XIX w., nr rej.: 372 z 10.11.1986 i z 29.09.1993